# Pływanie na Igrzyskach Panamerykańskich 2019
Pływanie na Igrzyskach Panamerykańskich 2019 odbywało się w dniach 4–10 sierpnia 2019 roku w Villa Deportiva Nacional w Limie oraz na otwartych wodach Laguna Bujana. Trzystu dziewięćdziesięciu zawodników obojga płci rywalizowało w dwóch konkurencjach.

## Podsumowanie

### Klasyfikacja medalowa
| Klasyfikacja medalowa | Klasyfikacja medalowa | Klasyfikacja medalowa | Klasyfikacja medalowa | Klasyfikacja medalowa | Klasyfikacja medalowa |
| Miejsce               | państwo               | Złoto                 | Srebro                | Brąz                  | Razem                 |
| --------------------- | --------------------- | --------------------- | --------------------- | --------------------- | --------------------- |
| 1                     | Stany Zjednoczone     | 21                    | 16                    | 8                     | 45                    |
| 2                     | Brazylia              | 11                    | 9                     | 13                    | 33                    |
| 3                     | Argentyna             | 4                     | 3                     | 3                     | 10                    |
| 4                     | Kanada                | 1                     | 8                     | 6                     | 15                    |
| 5                     | Chile                 | 0                     | 1                     | 0                     | 1                     |
| 6                     | Gwatemala             | 0                     | 1                     | 0                     | 1                     |
| 7                     | Ekwador               | 1                     | 0                     | 0                     | 1                     |
| 8                     | Meksyk                | 0                     | 0                     | 6                     | 6                     |
| 9                     | Kolumbia              | 0                     | 0                     | 1                     | 1                     |
| =                     | Trynidad i Tobago     | 0                     | 0                     | 1                     | 1                     |
| Razem                 | Razem                 | 38                    | 38                    | 38                    | 114                   |

### Medaliści
| Konkurencja               | 1. miejsce | 1. miejsce | 2. miejsce | 2. miejsce | 3. miejsce | 3. miejsce |
| Mężczyźni                 | Mężczyźni | Mężczyźni  | Mężczyźni | Mężczyźni  | Mężczyźni | Mężczyźni  |
| ------------------------- | --- | ---------- | --- | ---------- | --- | ---------- |
| 50 m stylem dowolnym      | Bruno Fratus | 21.61      | Nathan Adrian | 21.87      | Michael Chadwick | 21.99      |
| 100 m stylem dowolnym     | Marcelo Chierighini | 48.09      | Nathan Adrian | 48.17      | Michael Chadwick | 48.88      |
| 200 m stylem dowolnym     | Fernando Scheffer | 1:46.68    | Breno Correia | 1:47.47    | Drew Kibler | 1:47.71    |
| 400 m stylem dowolnym     | Andrew Abruzzo | 3:48:41    | Fernando Scheffer | 3:49:60    | Luiz Altamir Melo | 3:49:91    |
| 800 m stylem dowolnym     | Andrew Abruzzo | 7:54.70    | Miguel Valente | 7:56.37    | Ricardo Vargas | 7:56.78    |
| 1500 m stylem dowolnym    | Guilherme Costa | 15:09.93   | True Sweetser | 15:14.24   | Ricardo Vargas | 15:14.99   |
| 100 m stylem grzbietowym  | Daniel Carr | 53.50      | Guilherme Guido | 53.54      | Dylan Carter | 54.42      |
| 200 m stylem grzbietowym  | Daniel Carr | 1:58.13    | Nick Alexander | 1:58.30    | Leonardo de Deus | 1:58.73    |
| 100 m stylem klasycznym   | João Gomes Júnior | 59.51      | Cody Miller | 59.57      | Kevin Cordes | 1:00.27    |
| 200 m stylem klasycznym   | Will Licon | 2:07.62    | Nicolas Fink | 2:08.16    | Miguel de Lara | 2:11.23    |
| 100 m stylem motylkowym   | Tom Shields | 51.59      | Luis Martínez | 51.63      | Vinicius Lanza | 51.88      |
| 200 m stylem motylkowym   | Leonardo de Deus | 1:55.86    | Samuel Pomajevich | 1:57.35    | Jonathan Gómez | 1:57.75    |
| 200 m stylem zmiennym     | Will Licon | 1:59.13    | Caio Pumputis | 2:00.12    | Leonardo Coelho Santos | 2:00.29    |
| 400 m stylem zmiennym     | Charlie Swanson | 4:11.46    | Leonardo Coelho Santos | 4:19.41    | Brandonn Almeida | 4:21.10    |
| 4 × 100 m stylem dowolnym | Brazylia · Breno Correia · Marcelo Chierighini · Bruno Fratus · Pedro Spajari                                                                                    | 3:12.61    | Stany Zjednoczone · Michael Chadwick · Drew Kibler · Grant House · Nathan Adrian                                                                           | 3:14.94    | Meksyk · Gabriel Castaño · Daniel Ramírez · Jorge Iga · Long Gutiérrez                                                                                            | 3:17.70    |
| 4 × 200 m stylem dowolnym | Brazylia · Luiz Altamir Melo · Fernando Scheffer · João de Lucca · Breno Correia                                                                                 | 7:10.66    | Stany Zjednoczone · Drew Kibler · Grant House · Samuel Pomajevich · Christopher Wieser                                                                     | 7:14.82    | Meksyk · Jorge Iga · Long Gutiérrez · José Martínez · Ricardo Vargas                                                                                              | 7:19.43    |
| 4 × 100 m stylem zmiennym | Stany Zjednoczone · Daniel Carr · Nicolas Fink · Tom Shields · Nathan Adrian · Nicholas Alexander · Matthew Josa · Michael Chadwick                              | 3:30.25    | Brazylia · Guilherme Guido · João Gomes Júnior · Vinicius Lanza · Marcelo Chierighini · Leonardo de Deus · Felipe Lima · Luiz Altamir Melo · Breno Correia | 3:30.98    | Argentyna · Agustin Hernandez · Gabriel Morelli · Santiago Grassi · Federico Grabich · Nicolas Deferrari · Guido Buscaglia                                        | 3:38.41    |
| 10 km na otwartym akwenie | Esteban Enderica | 1:53:46.7  | Taylor Abbott | 1:54:02.7  | Victor Colonese | 1:54:03.6  |
| Kobiety                   | |            | |            | |            |
| 50 m stylem dowolnym      | Etiene Medeiros | 24.88      | Margo Geer | 25.03      | Madison Kennedy | 25.14      |
| 100 m stylem dowolnym     | Margo Geer | 54.17      | Alexia Zevnik | 55.04      | Larissa Oliveira | 55.25      |
| 200 m stylem dowolnym     | Claire Rasmus | 1:58.64    | Meaghan Raab | 1:58.70    | Larissa Oliveira | 1:59.78    |
| 400 m stylem dowolnym     | Delfina Pignatiello | 4:10:86    | Danica Ludlow | 4:11:97    | Alyson Ackman | 4:12:05    |
| 800 m stylem dowolnym     | Delfina Pignatiello | 8:29.42    | Mariah Denigan | 8:34.18    | Viviane Jungblut | 8:36.04    |
| 1500 m stylem dowolnym    | Delfina Pignatiello | 16:16.54   | Kristel Köbrich | 16:18.19   | Rebecca Mann | 16:23.23   |
| 100 m stylem grzbietowym  | Phoebe Bacon | 59.47      | Danielle Hanus | 1:00.34    | Etiene Medeiros | 1:00.67    |
| 200 m stylem grzbietowym  | Alexandra Walsh | 2:08.30    | Isabelle Stadden | 2:08.39    | Mackenzie Glover | 2:10.95    |
| 100 m stylem klasycznym   | Anne Lazor | 1:06:94    | Julia Sebastián | 1:07:09    | Faith Knelson | 1:07:42    |
| 200 m stylem klasycznym   | Anne Lazor | 2:21.40    | Bethany Galat | 2:21.84    | Julia Sebastián | 2:25.43    |
| 100 m stylem motylkowym   | Kendyl Stewart | 58.49      | Danielle Hanus | 58.93      | Sarah Gibson | 59.11      |
| 200 m stylem motylkowym   | Virginia Bardach | 2:10.87    | Mary-Sophie Harvey | 2:11.68    | Meghan Small | 2:12.51    |
| 200 m stylem zmiennym     | Alexandra Walsh | 2:11.24    | Meghan Small | 2:11.36    | Bailey Andison | 2:14.14    |
| 400 m stylem zmiennym     | Tessa Cieplucha | 4:39.90    | Virginia Bardach | 4:41.05    | Mary-Sophie Harvey | 4:43.20    |
| 4 × 100 m stylem dowolnym | Stany Zjednoczone · Lia Neal · Claire Rasmus · Kendyl Stewart · Margo Geer                                                                                       | 3:39.59    | Brazylia · Etiene Medeiros · Larissa Oliveira · Manuella Lyrio · Daynara de Paula                                                                          | 3:40.39    | Kanada · Alyson Ackman · Kyla Leibel · Katerine Savard · Alexia Zevnik                                                                                            | 3:41.01    |
| 4 × 200 m stylem dowolnym | Stany Zjednoczone · Claire Rasmus · Alexandra Walsh · Sarah Gibson · Meaghan Raab                                                                                | 7:57.33    | Kanada · Alyson Ackman · Katerine Savard · Danica Ludlow · Mary-Sophie Harvey                                                                              | 7:59.16    | Brazylia · Aline Rodrigues · Larissa Oliveira · Manuella Lyrio · Gabrielle Roncatto                                                                               | 8:07.77    |
| 4 × 100 m stylem zmiennym | Stany Zjednoczone · Phoebe Bacon · Anne Lazor · Kendyl Stewart · Margo Geer · Isabelle Stadden · Molly Hannis · Sarah Gibson · Lia Neal                          | 3:57.64    | Kanada · Danielle Hanus · Faith Knelson · Haley Black · Alexia Zevnik · Mackenzie Glover · Mary-Sophie Harvey · Katerine Savard · Alyson Ackman            | 4:01.90    | Brazylia · Etiene Medeiros · Jhennifer Conceição · Giovanna Diamante · Larissa Oliveira · Fernanda de Goeij · Pâmela de Souza · Daynara de Paula · Manuella Lyrio | 4:04.96    |
| 10 km na otwartym akwenie | Ana Marcela Cunha | 2:00:51.9  | Cecilia Biagioli | 2:01:23.2  | Viviane Jungblut | 2:01:24.0  |
| Mieszane                  | |            | |            | |            |
| 4 × 100 m stylem dowolnym | Stany Zjednoczone · Michael Chadwick · Nathan Adrian · Claire Rasmus · Margo Geer · Andrew Abruzzo · Charles Swanson · Madison Kennedy · Ali DeLoof              | 3:24.84    | Brazylia · Breno Correia · Marcelo Chierighini · Larissa Oliveira · Etiene Medeiros · João de Lucca · Pedro Spajari · Lorrane Ferreira · Camila Mello      | 3:25.97    | Meksyk · Daniel Ramírez · Jorge Iga · Monika González-Hermosillo · María Mata · Tayde Revilak · Marie Condé · José Martínez Gómez                                 | 3:31.36    |
| 4 × 100 m stylem zmiennym | Brazylia · Guilherme Guido · João Gomes Júnior · Giovanna Diamante · Larissa Oliveira · Jhennifer Conceição · Manuella Lyrio · Leonardo de Deus · Vinicius Lanza | 3:48.61    | Kanada · Javier Acevedo · James Dergousoff · Danielle Hanus · Alexia Zevnik · Haley Black · Kyla Leibel                                                    | 3:49.97    | Argentyna · Andrea Berrino · Julia Sebastian · Santiago Grassi · Federico Grabich · Virginia Bardach · Florencia Perotti · Lautaro Rodriguez · Roberto Strelkov   | 3:50.53    |